# Споменик „Успење”
Споменик „Успење” се налази у Крагујевцу, подигнут је 2007. године у самом центру града. 
Споменик је дело архитекте Наташе Атанасијевић и вајара Зорана Илића. Висок је 9,5 метара и има партерни део, а на степеничастом делу са четири плоче су уклесана имена Крагујевчана који су изгубили животе у ратовима у периоду од 1990. до 1999. године.